# Andrew McDonald (Wasserballspieler)

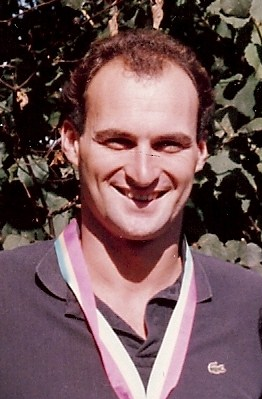
Andrew McDonald (ca. 1984)

Andrew „Drew“ John McDonald (* 19. Oktober 1955 in Vancouver, Kanada) ist ein ehemaliger Wasserballspieler aus den Vereinigten Staaten. Er gewann 1984 die olympische Silbermedaille. 1979 und 1983 siegte er mit der Nationalmannschaft der Vereinigten Staaten bei den Panamerikanischen Spielen.

## Karriere
Der 1,95 m große Andrew McDonald gewann mit der Mannschaft der Stanford University 1976 die nationale College-Meisterschaft. Nach seinem Studienabschluss spielte er für den Concord Waterpolo Club.
Von 1977 bis 1984 spielte McDonald in der Nationalmannschaft der Vereinigten Staaten. Bei der Weltmeisterschaft 1978 in West-Berlin belegte das US-Team den fünften Platz. Sein erster großer Erfolg war der Sieg bei den Panamerikanischen Spielen 1979 in San Juan vor den Mannschaften aus Kuba und Kanada. Die Olympischen Spiele 1980 verpasste McDonald wegen des Olympiaboykotts.
1982 belegte er mit der US-Mannschaft den sechsten Platz bei der Weltmeisterschaft in Guayaquil. Im Jahr darauf siegte das US-Team bei den Panamerikanischen Spielen 1983 in Caracas, auf den Medaillenrängen folgten Kuba und Kanada. Bei den Olympischen Spielen 1984 in Los Angeles hatte seine Mannschaft eine Torbilanz von 32:17 in der Vorrunde und von 43:34 in der Hauptrunde. Das letzte Spiel gegen Jugoslawien endete mit 5:5, die Jugoslawen erhielten wegen der mehr erzielten Tore die Goldmedaille vor dem US-Team. McDonald warf im Turnierverlauf vier Tore.
McDonald war mit der Schwimmerin Kim Peyton verheiratet, die Ehe wurde aber geschieden. Er ist in zweiter Ehe verheiratet und hat eine eigene Investmentfirma.